# Kéktorkú guán
A kéktorkú guán (Aburria cumanensis) a madarak osztályának tyúkalakúak (Galliformes) rendjébe és a hokkófélék (Cracidae) családjába tartozó faj.

## Rendszerezés
Egyes rendszerezők a Pipile nemhez sorolják Pipile cumanensis néven, de tartozott a Crax nembe is Crax cumanensis néven.

## Előfordulása
Bolívia, Brazília, Kolumbia, Ecuador, Francia Guyana, Guyana, Paraguay, Peru, Suriname és Venezuela területén honos.

## Alfajai
- Aburria cumanensis cumanensis
- Aburria cumanensis grayi

## Megjelenése
Testhossza 69 centiméter. Nevét kék torok lebenyéről kapta.

## Külső hivatkozások
- Képek az interneten a fajról
- Internet Bird Collection - videók a fajról
- Xeno-canto.org - a faj hangja és elterjedési területe